# Asunción (Dávao del Norte)
Asunción es un municipio filipino de primera categoría, situado en la parte sudeste de la isla de Mindanao. Forma parte de  la provincia de Dávao del Norte situada en la región administrativa de Región de Dávao. Para las elecciones está encuadrado en el Primer Distrito Electoral.

## Barrios
El municipio  de Asunción se divide, a los efectos administrativos, en 20 barangayes o barrios, conforme a la siguiente relación:
| - Binancián - Buán - Buclad - Cabaygua - Camansa | - Camoning - Canatán - Concepción - Doña Andrea - Magatos | - Napungas - Nuevo Bantayán - Nuevo Santiago - Pamacaún - Cambanogoy (Población) | - Sagayén - San Vicente - Santa Filomena - Sonlón - Nuevo Loón |

## Historia
El actual territorio de la provincia de Dávao Oriental  fue parte de la provincia de Caraga durante la mayor parte del Imperio español en Asia y Oceanía (1520-1898).
A principios del siglo XX la isla de Mindanao se hallaba dividida en siete distritos o provincias.

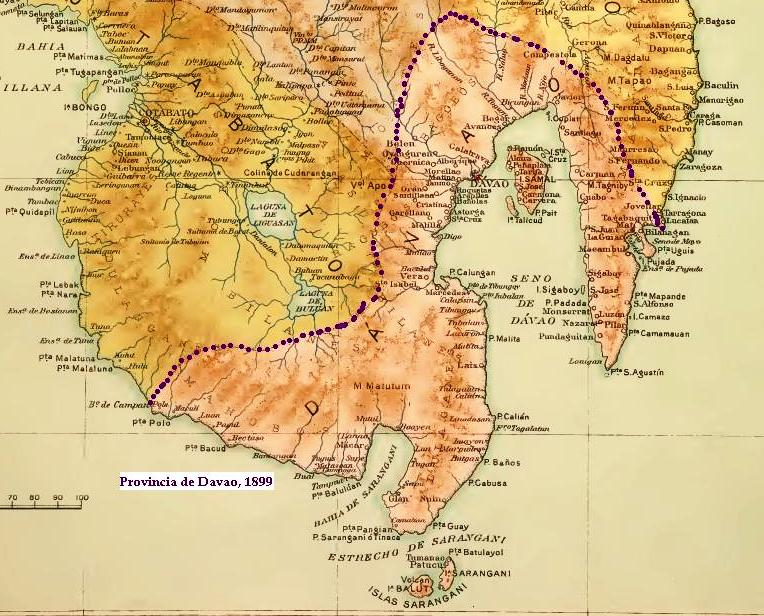
El Distrito 4º de Dávao en 1899.

El Distrito 4º de Dávao, llamado hasta 1858  provincia de Nueva Guipúzcoa, tenía por capital el pueblo de Dávao e incluía la  Comandancia de Mati.
La capital es el  pueblo de Dávao, siendo Asunción una de sus visitas.
Saug fue durante la ocupación estadounidense de Filipinas uno de los 15 municipios que conformaban la provincia de Dávao.
El 16 de junio de 1955 el barrio de Nueva Sabonga se segrega de este municipio de Saug para agregarse al municipio de  Compostela de la misma provincia.
El 20 de junio de 1957 el municipio de Saug cambia su nombre por el de Asunción.
El 18 de junio de 1966 para formar el nuevo municipio de Montevista fue segregado de su término  parte del barrio de Camansa.
El 15 de marzo de 2004 fue creado el nuevo municipio de San Isidro que recibe de Asunción los barrios de Sawata, Sabangan, Mamangan, Santo Niño, Igangon y Kipalili.